# 王玉胡
王玉胡（1924年—2008年），男，河北安国人，中国作家，新疆维吾尔自治区文学艺术界联合会原副主席、党组书记，第三、五届全国人大代表。